# Georg Michael Pachtler
Georg Michael Pachtler, född den 14 september 1825 i Mergentheim, död den 12 augusti 1889 i Baexem i Nederländerna, var en tysk romersk-katolsk teolog.
Pachtler blev präst 1848 och inträdde 1856 i jesuitorden, inom vilken han utövade en livlig och resultatrik verksamhet som lärare och skriftställare. Av hans arbeten kan nämnas Acta et decreta concilii Vaticani (1871) och Ratio studiorum et institutiones scholasticae societatis Jesu per Germaniam olim vigentes (1–3, 1887–1890).